# Шипшина чагарникова
Шипши́на чагарнико́ва (Rosa  dumalis) — багаторічна рослина родини розових, поширена в Європі. Колючий чагарник із рожевими квітами та їстівними плодами. Має обмежене застосування як декоративна та лікарська, зокрема, вітамінна рослинна.
Відповідно до довідника Flora Europaea є лише синонімом до загального виду шипшина звичайна. Портал «The Plant List» приймає таксон у вигляді гібриду Rosa × dumalis Bechst..

## Морфологічна характеристика
Кремезний чагарник 1,5–2(4) м. Шипи на стовбурах серпоподібно або коподібно-вигнуті. Бруньки конусоподібні, зелено-червоні. Листки чергові, черешкові. Листочків від п'яти до семи, 2–3.5 см, від еліптичних до оберненояйцеподібних, зубчасті. Квітки поодинокі або в 2–4-квіткових китицях. Квіти радіально-симетричні, 4–5 см у діаметрі. Чашолистків 5, після цвітіння спрямовані вниз. Пелюсток 5, вільні, рожеві або білі, щербаті. Тичинки численні. Плоди овальні, голі, червоні, містять кілька сім'янок.

## Поширення
Європа (Росія — Передкавказзя, європейська частина, Білорусь, Естонія, Латвія, Литва, Молдова, Україна, Австрія, Чехія, Німеччина, Угорщина, Нідерланди, Польща, Словаччина, Швейцарія, Данія, Фінляндія, Ісландія, Ірландія, Норвегія, Швеція, Велика Британія, Албанія, Боснія і Герцеговина, Болгарія, Хорватія, Греція, Італія, Македонія, Чорногорія, Румунія, Сербія, Словенія, Франція, Португалія, Іспанія). Населяє сухуваті рідколісся, краї лісів, пасовища, узбіччя.
В Україні зростає серед чагарників, на схилах гір, ярів і на луках — по всій території.

## Використання
Іноді культивується і як декоративний, і задля вітамінів.

## Галерея

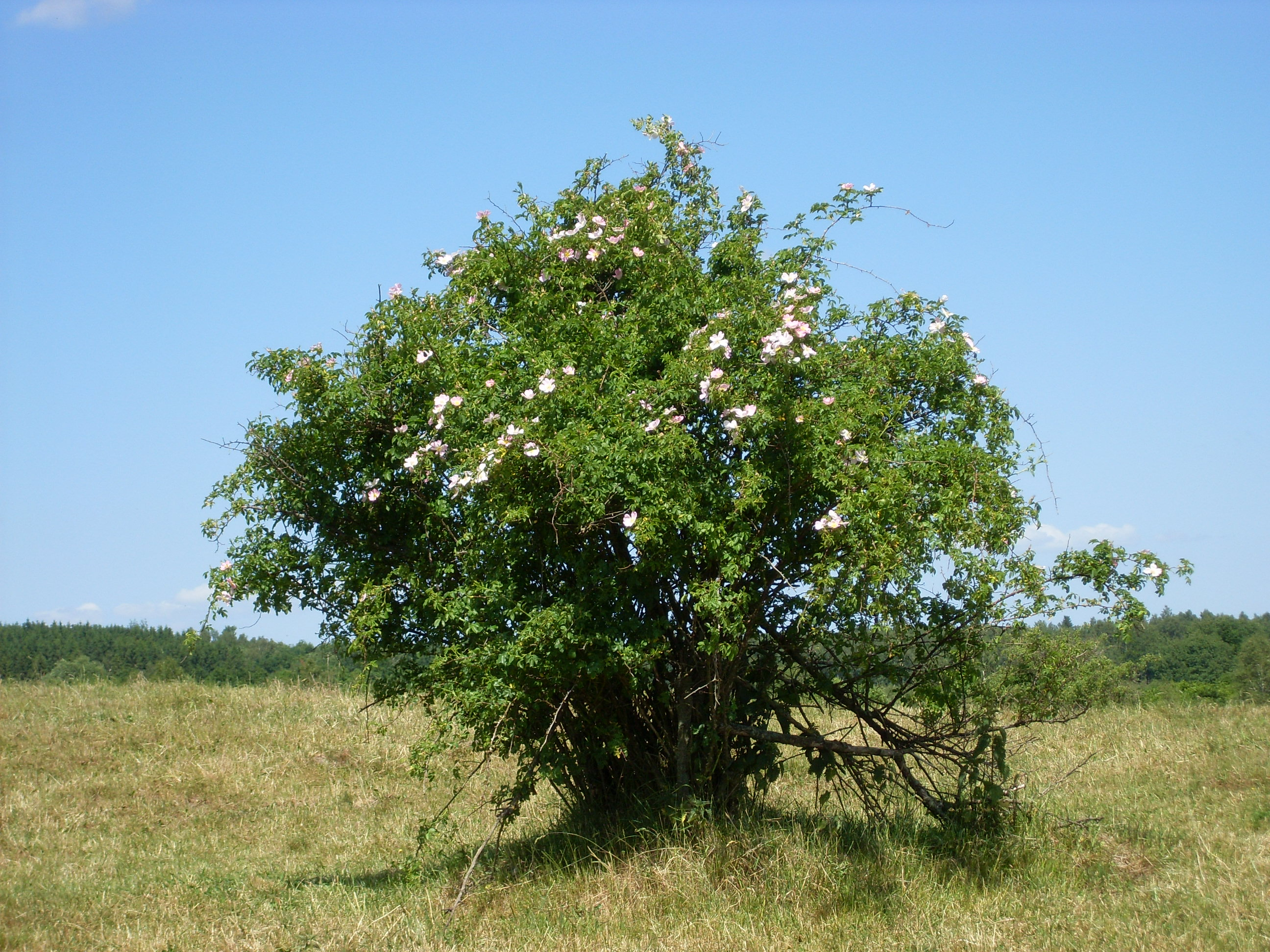
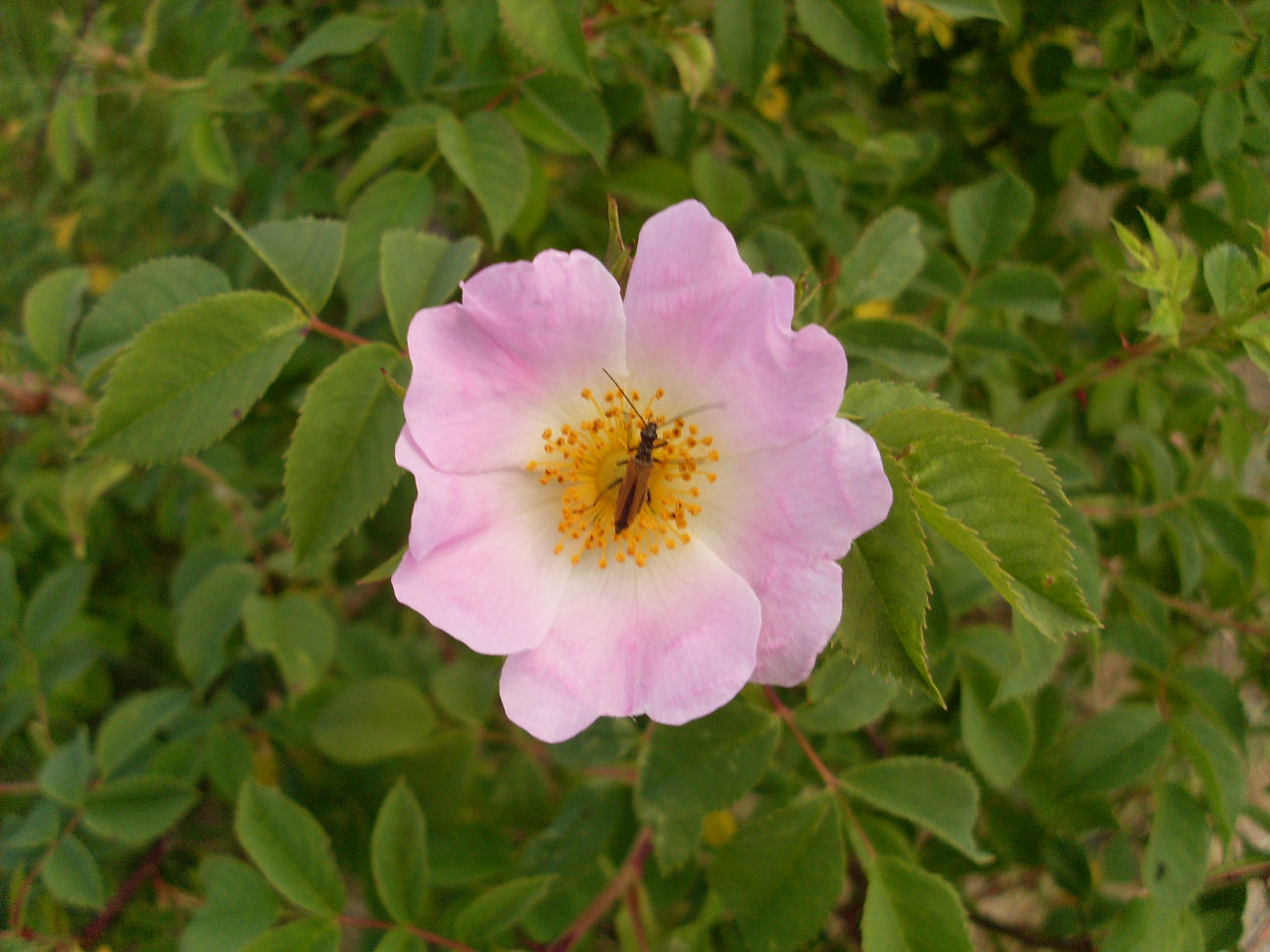
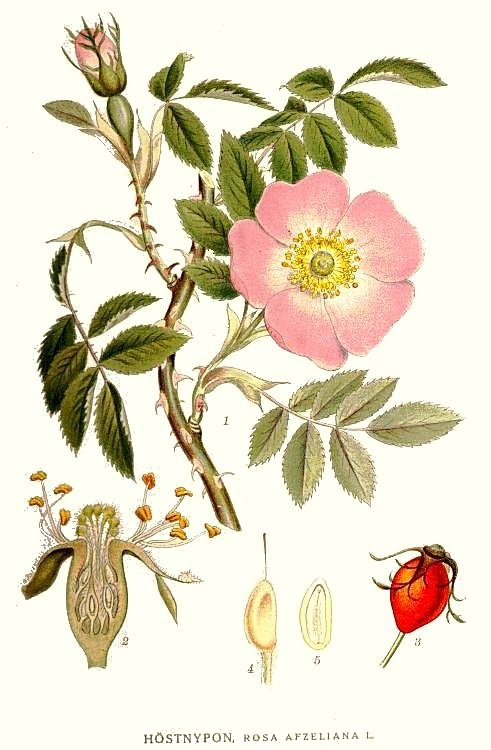